# イシュタルの娘〜小野於通伝〜
『イシュタルの娘〜小野於通伝〜』（イシュタルのむすめ〜おのおつうでん〜、The Daughter of Ishtar）は、大和和紀による日本の漫画作品。『BE・LOVE』（講談社）にて2009年18号から2017年22号まで不定期に連載された。安土桃山時代から江戸時代にかけて実在した女性・小野於通の生涯を描いた歴史漫画作品である。単行本は「BE・LOVEコミックス」より刊行、全16巻。
題名のイシュタルは古代メソポタミアの女神、転じて本作の題では金星を指している（冒頭の文より）。

## 登場人物

### 主要人物
小野於通（おの おつう）
小野家に時折出現する、常人の目には見えないものが見える「天眼」の持ち主。和歌や連歌、染め物の才に秀でる。天眼により、織田信長には黒龍、羽柴秀吉や徳川家康には強い光、明智光秀の後ろには燃える城、淀の方と千姫には燃え盛る炎、方広寺では地震、夢を通じて信幸と幸村の離別等を予知する。
父や兄が本能寺の変に巻き込まれて亡くなった後、九条家に身を寄せるが、母をも亡くし天涯孤独の身となる。誰かに嫁ぎ妻として生きるよりも「ただ一人の人間」として生きる道を選び、九条稙通・九条兼孝（稙通の養子・九条家当主）・煕子（ひろこ・兼孝の妻）・近衛信尹らの指導により、和歌・連歌・書・立ち居振る舞いなど、公家に引けを取らない教養を身に付ける。一度やむなく豊臣秀次家臣と結婚するが、すぐに離婚。
その後、京に戻ると、宮中や大阪城で書や歌を教える等で、名を上げる。信長・秀吉・家康と時の権力者から庇護をうける。
しかし、その一方で信尹の妻としてより娘・太郎姫の母として生きることが出来ず、一人の人間として生きることを選んで妻や母としての務めを果たせずにいたが、於図と名を改めた太郎が後を継ぐことを決意したことで救われる。大坂夏の陣の後からは幕府と朝廷の諍いに巻き込まれるようになり、一段落がついた頃に隠居生活に入る。数年後にふくと朝廷の諍いに巻き込まれるも表沙汰にさせることなく水面下で事態を解決させる。事態解決後からしばらくして京にて死去。
近衛信尹 / 信基 / 信輔（このえ のぶただ / のぶもと / のぶすけ）
前関白・近衛前久の息子。公家摂関家の当主、後に関白。しきたりばかり多く窮屈な公家よりも武家に生まれたかったと思っている。筆に秀で、於通の書の師となる。若年時より於通に心を寄せ、後に偽名「渡瀬羽林」として、その思いを果たす。
大坂冬開戦より少し前から体調を崩し、冬の陣の最中に容態が急変しこの世を去る。死の直前に於通に短筒を幸村に送り届け、それを使い家康を討伐することを頼んでいる。
於図（おつう）
信尹と於通の娘、幼名は太郎。幼少期は於通の元で育てられていたが、於通が家康の命で千姫の輿入れのため江戸に行くことになってからは近衛家に預けられ、京に戻った後も返されることなくそのまま公家の娘として育てられる。
信尹が危篤となり於通と最後の会話を交わした後に於通の元に返される。庶民の娘となったことに不満を持ち公家の娘として育てられたためか、乳母なしでは何もできず、公家言葉や信尹の影響もあり男文字の書体の矯正に手を焼いていたが、大坂夏の陣の後に真意を知り、於通の後を継ぐことを決意する。
大坂冬の陣より少し後に夫となる信政と出会い、少しずつ関係を深めながらやがて恋仲になり、子を儲けて信政の側室となる。於通死後は信政を頼り江戸に移り住み、次男信就を設け真田の血を現代まで残している。
真田源三郎信幸→信之（さなだ のぶゆき）
信濃国の武士。稙通に連れられ、飯綱の里を訪れていた於通と山中で出会う。於通とは兄弟姉妹の誓いを交わす。本多忠勝の娘・小松と結婚。
秀吉の死後、どちらが勝っても真田が生き残るために、徳川に残る。戦後は昌幸と幸村の助命嘆願を叶え「信之」に改名する。
真田源次郎幸村→真田好白（さなだ ゆきむら→さなだ こうはく）
信幸の弟。兄と同じく於通と兄弟姉妹の誓いを交わしている。大谷行部の娘・利世と結婚する。
秀吉の死後、どちらが勝っても真田が生き残ることと正室利世のために豊臣側に寝返り、第二次上田城の戦いにて秀忠を大いに苦しめた。戦後は信幸の助命嘆願もあり高野山のちに九度山に送られ、大助他多数の子を授かる。
隠棲することを良しとせず、昌幸と共に家康へ報復の機会を伺う。大坂冬の陣において真田丸と共にその名を天下に轟かせ、大坂夏の陣にて家康をあと一歩の所まで追い詰めるが届かず討死する。遺髪はぬばたまを通して於通から信之に送られた。
斎藤 / 稲葉ふく→春日局（さいとう / いなば ふく → かすが の つぼね）
於通の講義に通う武家の娘。父親の処刑の場で於通と出会っている。後に稲葉正成に嫁ぐが、離婚。於通の紹介で、秀忠の長男・竹千代（後の徳川家光）の乳母となるが、甘やかして育ててしまっている。
竹千代が家康の一声で秀忠の跡継ぎとして認められたことで徳川家中においては絶大な権力を手にし大奥を作り上げる。
秀忠の娘の和子と後水尾天皇の間に産まれた男子を次の天皇にさせるため、宮中へ信頼できる部下を派遣する。
部下により和子以外で生まれた子は間もなく殺されていることはわかっていたものの、天皇の日々の食事に微量のヒ素を盛り込み毒殺の一歩手前まで追い込んでいたことは知らなかった。

### 於通の協力者
九条稙通（くじょう たねみち）
京の公家、九条家の嫡流で隠居の身。於通の父・小野正秀が於通に、安土に変事があった時は頼るようにと言い残した人物。於通が1人でも生きていけるよう教養を身に付けさせる。飯綱権現を信心している。
前子（さきこ）
信尹の妹。後陽成天皇の女御となり、二宮（後の近衛信尋）三宮（後の後水尾天皇）らを産む。於通に、書の指導を乞う。
飯縄の太夫（いづなのたゆう）
忍びの里飯縄天領の長。神の言葉を伝える謎の多い女性。於通に、ぬばたまを預ける。最終話にて世襲制であることと1631年時点では3代後の太夫であると判明。
ぬばたま
太夫の命により於通に従う忍び。於通を守る。
真田信政（さなだ のぶまさ）
信之の次男。於図と恋仲になり子を儲けたことで於図を妻に迎える。結果としてふくの恨みを買い、関ヶ原での戦いで真田が守り抜いた上田から松代に転封される原因となった。

### その他
織田信長（おだ のぶなが）
於通の噂を聞きつけ、安土城へ呼び寄せ、交流を持つ。於通の夢を聞き、志を捨てなければ望みは叶うと励ます。
於通は信長に黒龍が見えていたが、あくる日にその龍が天に昇ったのも見ている。その後本能寺の変にて自刃。
豊臣秀吉（とよとみ ひでよし）
信長の後に、天下統一を果たす。於通にはまばゆい光が見えていたが、千利休に切腹をさせる少し前にその光が薄れることも見ている。
於ね（おね）→北政所（きたまんのどころ）→高台院（こうだいいん）
秀吉の正室。於通を祐筆として召し抱える。秀吉の死後間もなく豊臣を淀の方に任せ表舞台から降りる。秀頼の父親が秀吉ではないことに気付いている。
徳川家康（とくがわ いえやす）
時流を読むことに長け、秀吉の存命時は忍び耐え続ける。関ヶ原の戦い直前に、信尹から和睦の条件として征夷大将軍の位を提示されるが、真田が先手を切ったことと信尹が島津を匿ったことを利用し、天下を手中にする。於通に、千姫付きの侍女の教育を任せる。
天下人として江戸に幕府を開いた後は、豊臣を滅ぼすために猪熊事件を利用し朝廷を統制、幸村を大坂城に近い高野山に送り、最後に方広寺の梵鐘の銘文を利用し、豊臣を攻める大義名分を得て豊臣を滅ぼす。大坂夏の陣の翌年に逝去、東照大権現として奉られた。
於通には秀吉に対して尊敬の念を抱いていたことを語っているが、小牧・長久手の戦いの後に豊臣への臣従を決めた際家臣に対して今は天下を獲る時ではないとして忍従を説いているためその場限りの方便に近い。
秀吉の遺言で淀の方との婚儀を行うことを請われていたので受け入れて迎えようとするが、婚儀の日に淀が大野治長と共に高野山に逃げたことがわかり、赤っ恥をかいたことが大坂の陣の遠因となっている。
細川ガラシア（ほそかわ ガラシア）
明智光秀の娘。本能寺の変以降、夫により山中に幽閉され、光秀の髪を持参した、瀕死の於通の兄を救う。西軍の人質になることを拒み自害。
淀の方（茶々）（よどのかた）
浅井三姉妹の長女。秀吉の側室となり、跡継ぎとなる拾丸(後の豊臣秀頼)を産むが、大野治長との子であることは於通に見抜かれている。於通に書の指導を乞う。大坂夏の陣にて、燃える大坂城と共に自刃。
江与（えよ）
浅井三姉妹の三女。2度の離婚を経て、秀吉・淀の方の命により、秀忠に嫁ぎ、徳川家光・千姫等、多数の子女を授かる。また、2度目の夫・羽柴秀勝との娘・定子は於通の仲立ちにより秀忠の養女として、関白・九条兼孝の長子・九条幸家に嫁す。
徳川秀忠（とくがわ ひでただ）
家康の跡継ぎ。戦下手で、気が弱く江与に逆らえない。関ヶ原では遅参という失態を犯し、その原因となった真田をひどく嫌う。
家光を授かってからは奮起し、江戸幕府二代将軍を襲名、将軍としての威厳を示す。家康の死後に江与以外の女性と関係を持ち、後の保科正之を作っている。
徳川家光（とくがわ いえみつ）
のちの江戸幕府三代将軍、秀忠と江与の長男で幼名は竹千代。ふくが甘やかして育ててしまい、臆病な少年に成長した。家康の鶴の一声で嫡男となり、次の将軍となることが決まっている。
小姓と衆道に明け暮れる日々を送り、衆道好きで女嫌いの青年に成長した。
徳川忠長（とくがわ ただなが）
秀忠と江の次男で幼名は国松。江与が厳しく育てたことで明朗活発な少年に成長したが、兄を敬わないことが災いし跡継ぎとして認められなかった。
猪熊教利（いのくま のりとし）
左近衛少将。かぶき者を気取り、宮中で不義密通・乱交を繰り広げた。そのため、猪熊事件を引き起こして幕府による公家統制を招いた。

## 書誌情報
- 大和和紀 『イシュタルの娘〜小野於通伝〜』 講談社〈BE・LOVE KC〉 全16巻
  1. 2010年08月11日発売[1]、ISBN 978-4-06-319292-6
  2. 2010年12月13日発売[2]、ISBN 978-4-06-380302-0
  3. 2011年05月13日発売[3]、ISBN 978-4-06-380316-7
  4. 2011年11月11日発売[4]、ISBN 978-4-06-380328-0
  5. 2012年05月11日発売[5]、ISBN 978-4-06-380344-0
  6. 2012年11月13日発売[6]、ISBN 978-4-06-380366-2
  7. 2013年05月13日発売[7]、ISBN 978-4-06-380386-0
  8. 2013年11月13日発売[8]、ISBN 978-4-06-380408-9
  9. 2014年05月13日発売[9]、ISBN 978-4-06-380425-6
  10. 2014年09月13日発売[10]、ISBN 978-4-06-380445-4
  11. 2015年05月13日発売[11]、ISBN 978-4-06-380467-6
  12. 2015年11月13日発売[12]、ISBN 978-4-06-380485-0
  13. 2016年05月13日発売[13]、ISBN 978-4-06-394507-2
  14. 2016年11月11日発売[14]、ISBN 978-4-06-394525-6
  15. 2017年05月12日発売[15]、ISBN 978-4-06-394542-3
  16. 2017年11月13日発売[16]、ISBN 978-4-06-510479-8